# 岔河凤仙花
岔河凤仙花（学名：Impatiens mairei）为凤仙花科凤仙花属的植物，为中国的特有植物。分布于中国大陆的云南等地，生长于海拔2,600米至2,700米的地区，常生长在悬崖崩塌物和牧场上，目前尚未由人工引种栽培。